# Marigold Linton
Marigold Linton (ur. 1936) – amerykańska psycholog, znana przede wszystkim z badań nad pamięcią. Prowadzi również działalność na rzecz społeczności rdzennych mieszkańców Stanów Zjednoczonych, do której zresztą należy.

## Badania nad pamięcią
Linton badała w jaki sposób upływu czasu wpływa na zapamiętywanie oraz przypominanie zdarzeń z osobistej przeszłości, a więc dotyczyło ono pamięci autobiograficznej. W ramach badania codziennie przez 6 lat na osobnych kartkach zapisywała dwa najważniejsze zdarzenia mające miejsce w danym dniu. Na odwrocie kartek zapisywała datę określonego zdarzenia. Losując co pewien czas jedną z wypełnionych kartek, starała się odgadnąć datę określonego wydarzenia. W ten sposób ustaliła ona, że np. w przypadku wydarzeń z ostatniego roku aż w 95% jej odpowiedzi można uznać za w przybliżeniu poprawne.
Do pewnego stopnia podobne badanie, również przez okres 6 lat, prowadził Holender Willem Wagenaar.